# Agatea violaris
Agatea violaris är en violväxtart som beskrevs av Asa Gray. Agatea violaris ingår i släktet Agatea och familjen violväxter. Inga underarter finns listade i Catalogue of Life.